# منتخب تونس لكرة السلة للسيدات
منتخب تونس لكرة السلة للسيدات (بالفرنسية: Équipe de Tunisie féminine de basket-ball) هو المنتخب الوطني لرياضة كرة السلة الذي يجمع أفضل اللاعبات التونسيات في هاته الرياضة. يقع تحت إشراف الجامعة التونسية لكرة السلة.

## المشاركات
| الألعاب الأولمبية | كأس العالم | بطولة أفريقيا | الألعاب الأفريقية | كأس الأمم العربية | الألعاب العربية                                                                              | الألعاب الفرانكوفونية                                                                                                 |
| - 1976: لم تترشح - 1980: لم تترشح - 1984: لم تترشح - 1988: لم تترشح - 1992: لم تترشح - 1996: لم تترشح - 2000: لم تترشح - 2004: لم تترشح - 2008: لم تترشح - 2012: لم تترشح - 2016: لم تترشح - 2020: لم تترشح | - 1953: لم تترشح - 1957: لم تترشح - 1959: لم تترشح - 1956: لم تترشح - 1964: لم تترشح - 1967: لم تترشح - 1971: لم تترشح - 1975: لم تترشح - 1979: لم تترشح - 1983: لم تترشح - 1986: لم تترشح - 1990: لم تترشح - 1994: لم تترشح - 1999: لم تترشح - 2002: المركز 16 - 2006: لم تترشح - 2010: لم تترشح - 2014: لم تترشح - 2018: لم تترشح - 2022: لم تترشح | - 1966: لم تترشح - 1968: لم تترشح - 1970: لم تترشح - 1974: - 1977: المركز 5 - 1979: لم تترشح - 1981: المركز 6 - 1983: لم تترشح - 1984: لم تترشح - 1986: لم تترشح - 1990: المركز 4 - 1993: لم تترشح - 1994: لم تترشح - 1997: لم تترشح - 2000: - 2003: المركز 6 - 2005: لم تترشح - 2007: المركز 11 - 2009: المركز 10 - 2011: المركز 10 - 2013: لم تترشح - 2015: لم تترشح - 2017: المركز 11 - 2019: المركز 12 - 2021: المركز 11 | - 1965: لم يشارك - 1973: لم يشارك - 1978: لم يشارك - 1987: لم يشارك - 1991: لم يشارك - 1995: لم يشارك - 1999: المركز 4 - 2003: لم يشارك - 2007: المركز 7 - 2011: لم يشارك - 2015: لم يشارك - 2019: (3x3) | - 1983: لم يشارك - 1986: ألغيت الدورة - 1987: لم يشارك - 1989: البطل - 1992: - 1994: - 1997: - 1999: البطل - 2000: لم يشارك - 2003: - 2011: لم يشارك - 2017: | - 1985: لم يشارك - 1992: - 1997: - 1999: البطل - 2004: - 2007: ألغيت الدورة - 2011: لم يشارك | - 1989: لم يشارك - 1994: لم يشارك - 1997: لم يشارك - 2001: لم يشارك - 2005: - 2009: - 2013: لم يشارك - 2017: لم يشارك |

## مقالات ذات صلة
- منتخب تونس لكرة السلة
- منتخب تونس لكرة السلة للمحليين
- منتخب تونس لكرة السلة للسيدات
- منتخب تونس تحت 20 سنة لكرة السلة
- منتخب تونس تحت 19 سنة لكرة السلة
- منتخب تونس تحت 17 سنة لكرة السلة
- منتخب تونس تحت 20 سنة لكرة السلة للسيدات
- منتخب تونس تحت 19 سنة لكرة السلة للسيدات
- منتخب تونس تحت 17 سنة لكرة السلة للسيدات
- منتخب تونس لكرة السلة 3x3
- منتخب تونس تحت 23 سنة لكرة السلة 3x3
- منتخب تونس تحت 18 سنة لكرة السلة 3x3
- منتخب تونس لكرة السلة 3x3 للسيدات
- منتخب تونس تحت 23 سنة لكرة السلة 3x3 للسيدات
- منتخب تونس تحت 18 سنة لكرة السلة 3x3 للسيدات
- الجامعة التونسية لكرة السلة

## روابط خارجية
- الموقع الرسمي للجامعة التونسية لكرة السلة.